# フリードリヒ・メクセペル

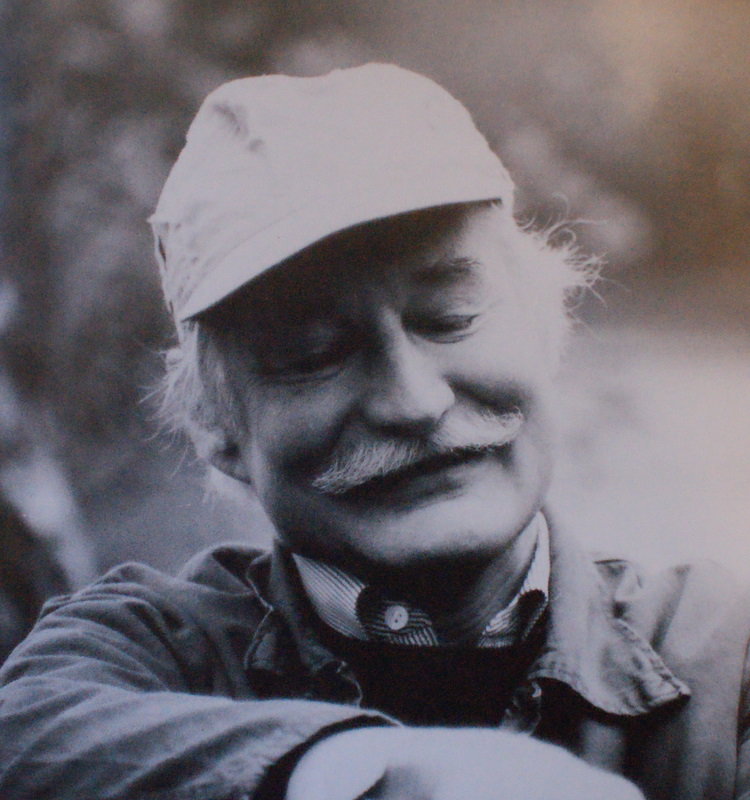
フリードリヒ・メクセペル（1990年）

フリードリヒ・メクセペル（Friedrich Meckseper、1936年6月8日 - 2019年6月5日）は、ドイツの画家。エッチング（腐食銅版画）や油彩画のほか、コラージュ作品や、アッサンブラージュによる半立体、立体の作品も手がける。5度にわたって気球によるアルプス越えを成功させるなど、冒険家としても知られる。

## 年譜
- 1936年 6月8日午前8時、ブレーメンに、建築家の父グスタフ（Gustav）と母リリー（Lily）の次男として生まれる。
- 1940年 この年から1957年までシュトゥットガルトで過ごす。
- 1952年 機関車のエンジニアになるため、ロバート・ボッシュ社の整備士見習いを始める。

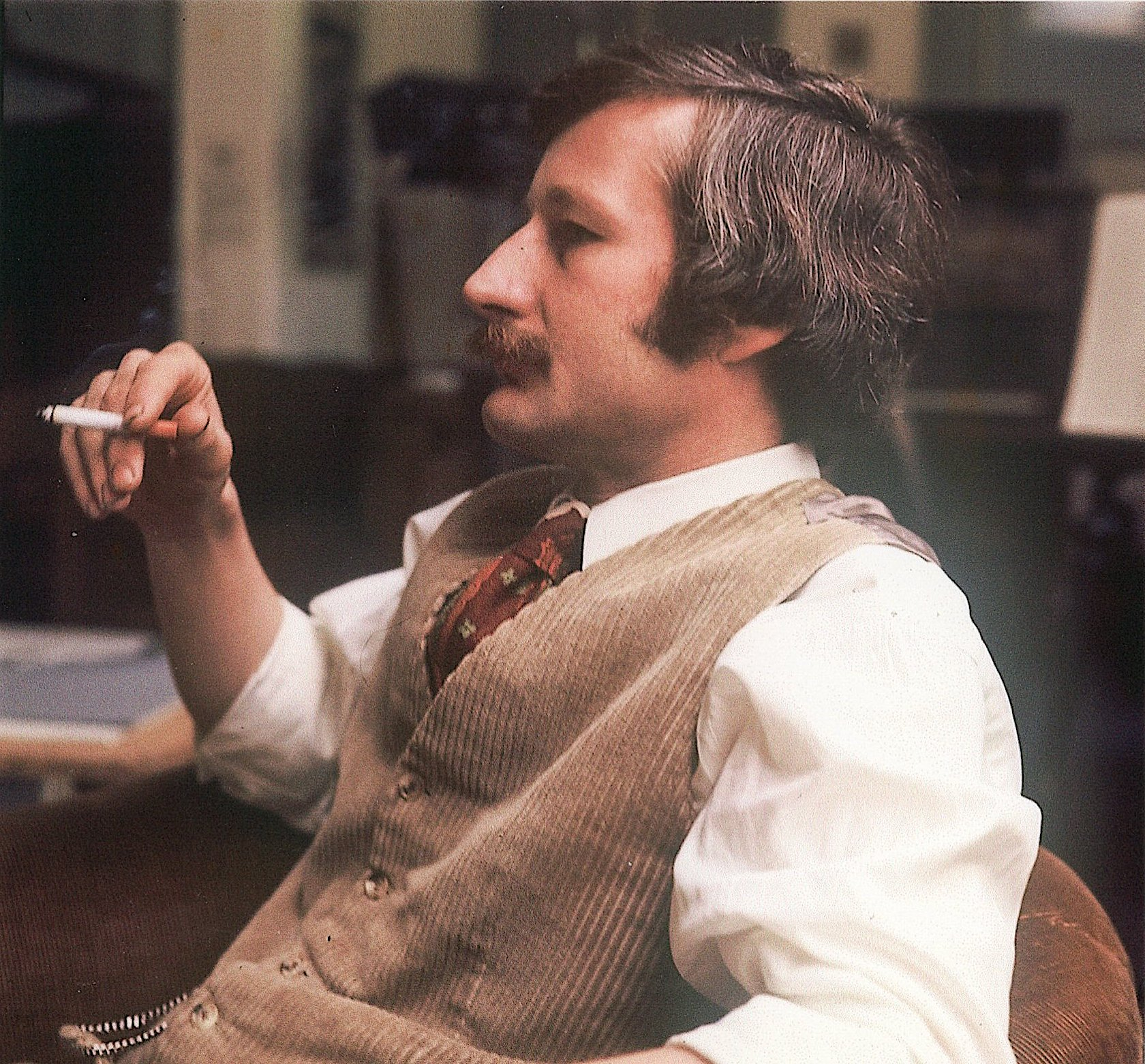
1969年

- 1969年1955年 この年より'57年まで、シュトゥットガルトの州立アート・アカデミーで、教授のカール・ロシンク（Karl Rössing）に学ぶ。最初のエッチングほか、リノカットやリトグラフを制作。
- 1956年 亜鉛板を使った自画自刷りのモノクロ、エッチング作品「バーボン・ストリート』（"Bourbon Street"）ほか、音楽や楽器をテーマに6点のエッチングを制作。
- 1957年 この年より'59年まで、ベルリンのファイン・アート・カレッジで、教授のヴォルフ・ホフマン（Wolf Hoffmann）に学ぶ。最初の多色刷りエッチングを制作。
- 1958年 亜鉛板にドライポイントとアクアチントによる最初のカラー作品 「静物」("Stilleben")を制作。2版2色のこの作品では同一イメージの色違いが数点制作された。 リノカットによる作品「ピアノ」（"Klavier"）を制作。 油彩画の制作を始める。 ヴォルプスヴェーデの Galerie Die Insel で作品を発表。 ハノーファーの芸術協会の秋の展覧会で作品を発表。
- 1959年 コラージュやオブジェの作品制作を始める。
- 1960年 1958年に制作されたモノクロのエッチング「石の家」（”Steinhaus" 1958 ）が、バーデンバーデンの若き芸術家の友協会（Gesellschaft der Freunde junger Kunst Baden-Baden）の年次ギフトとして同協会より出版される。 オルデンブルクの城博物館（Oldenburg, Schlossmuseum）で個展を開催。
- 1961年 ベルリンから、ブレーメンの東約15kmにある芸術家村ヴォルプスヴェーデにアトリエを移す。
- 1963年 バーバラ・ミュラー（Barbara Müller）と結婚、娘ユリア（Julia）誕生。ローマ（イタリア）のドイツ芸術学院ヴィラ・マッシモ（Deutsche Akademie Rom Villa Massimo）よりローマ賞を受賞。
- 1964年 娘ジョセフィーヌ（Josephine）誕生。
- 1965年 ミュンヘンでブルダ賞（Hubert Burda Preis）を受賞。ドイツ工業連盟の文化委員会より奨学金。
- 1966年 「賢者の石」（"Stein der Weisen"）「永久運動機」（"Perpetuum mobile"）「バベルの塔」（" Der babylon'sche Turm"）「黄銅鋼」（"Messingbergwerk"）「幻想時計」（"Orologium phantasticum"）「迷路」（"Labyrinth"）「カメラオブスキュラ」（"Camera obscura"）と題する7点のカラーエッチングを収めたオリジナル銅版画集「世界の七不思議」（"Sieben Weltwunder"）をヴォルプスヴェーデの Galerie Die Insel より出版。
- 1967年 息子コルネリウス（Cornelius）誕生。ヒルデスハイムの Verlag Schrift und Bild より出版された7人のアーティスト（WP Eberhard Eggers, Fabius von Gugel, Thomas Häfner, Bodo Köchel, Friedrich Meckseper, Pit Morell, Woldemar Winkler ）による競作版画集「ファンタスティック・アート（B版）」（"Phantastische Kunst" - Ausgabe B）に2版2色のエッチング「キロメーターポスト」（"Kilometerstein"） を提供。
- 1968年 レディング（イギリス、バークシャー州）のレディング大学で芸術学部客員講師を務める。 ハイデルベルクの Edition Rothe より出版された5人のアーティスト（K. F. Dahmen, Friedrich Meckseper, Rudolf Schoofs, Bernard Schultze, Emil Schumacher ）による競作版画集「Rothe へのオマージュ（No.2）」（"Hommage à Rothe", Nr.2）に2版3色のエッチング「静物」（"Stilleben"）を提供。
- 1969年 エッチングのカタログレゾネ 「フリードリヒ・メクセペル - エッチング 1956-1969」（"Friedrich Meckseper, Radierungen 1956-1969" ）をブラウンシュヴァイクの Galerie Schmücking より出版。（'75年と'80年に補遺） ベルリンの Rembrandt Verlag より出版された11人のアーティスト（ Peter Ackermann, Erich Brauer, Uwe Bremer, Ernst Fuchs, Rudolf Hausner, Friedrich Meckseper, Pit Morell, Heinrich Richter, Bernard Schultze, Ursula, Paul Wunderlich）による競作版画集「11の幻想版画）」（"11 Blätter phantastischer Graphik"）に3版4色のエッチング「アーティスト」（"L' Artiste"）を提供。
- 1970年 第7回東京国際版画ビエンナーレ展にエッチング「四つの球体」（"Vier Kugeln" 1968）を出品、国際文化振興会（現在の国際交流基金）会長賞を受賞。
- 1971年 ベルリンの Rembrandt Verlag より出版された10人のアーティスト（ Peter Ackermann, Erich Brauer, Uwe Bremer, Paul Eliasberg, Ernst Fuchs, Johannes Gachnang, Anton Lehmden, Friedrich Meckseper, Heinrich Richter, Mac Zimmermann）による競作版画集「幻想版画）」（"Phantastische Graphik"）に2版3色のエッチング「テーブル」（"Tisch"）を提供。 フランツ・カフカの短編小説「家父の気がかり」を題材に、ハノーファーのSteintorverlag, Burgdorf より出版された13人のアーティスト（Peter Ackermann, Peter Collien, Michael Coudenhove-Kalergi, WP Eberhard Eggers, Ernst Fuchs, Thomas Häfner, Alfred Hrdlicka, Friedrich Meckseper, Arnulf Rainer, Kurt Regschek, Markus Vallazza, Woldemar Winkler, Anatol Wyss）による競作版画集「オドラデク」（"Odradek"）に2版2色のエッチング「石」（"Stein"）を提供。 4版4色の銅版画「エッチング用具のある静物」（ "Stilleben mit Radierzubehör"）を技法や色ごとに刷り分けた11点と、完成作品1点、タイトルページの作品1点を収めたオリジナル銅版画集「1枚のエッチング」（"Eine Radierung"）をブラウンシュヴァイクの Galerie Schmücking より出版。
- 1972年 4月17日から28日まで、東京、銀座の東京画廊で「フリートリッヒ・メクセペル展」開催。 蒸気機関で走行するボート "James Watt" の建造を計画、'74年に完成。 ベルリンの Propyläen Verlag およびローマの Pantheon Presse により出版された13人のアーティスト（Peter Ackermann, Hans Bellmer, Erich Brauer, Uwe Bremer, Jorge Castillo, Salvador Dali, Johnny Friedlaender, Ernst Fuchs, Alfred Hrdlicka, Fritz Janschka, André Masson, Friedrich Meckseper, Bernd Schultze）による競作版画集「シュルレアリスム以降」（"Nach dem Surrealismus"）に3版4色のエッチング「モルタル」（"Mörser"）を提供。
- 1973年 「自画像」（"Selbstporträt"）「アルファベット」（"Alphabet"）「深淵の狭間」（"Zwischentief"）「テーブル」（"Tisch"）「田園詩」（"Idylle"）「静物」（"Stilleben"）と題する6点のエッチング（カラー2点、モノクロ4点）と油彩画の複製10点が、テキストとともに小さな缶に収められたオリジナル銅版画小品集「ポケット展覧会」（"Taschenausstellung"）をブラウンシュヴァイクの Galerie Schmücking より出版。 ミュンヘンの Verlag der Galerie Hartmann より出版されたグスタフ・ルネ・ホッケの著書「マニエリスム芸術」に、他の7人のアーティスト（Uwe Bremer, Bruno Bruni, Jorge Castillo, Friederich Gross, Fabius von Gugel, Alfred Hrdlicka, Karl Korab）とともに2版3色のエッチング「木立」（"Wäldchen"）を提供。
- 1974年 1913年に製造された狭軌道の蒸気機関車 ”Henschel” を購入。 「寄せ集め」（"Sammelsurium"）「電球」（"Birne"）「時計」（"Uhr"）「ヴォルプスヴェーデの静物」（"Worpsweder Stilleben"）「アメリカのテーブル」（"Amerikanischer Tisch"）「気象学的な静物」（"Meteorologischen Stilleben"）「二つのボトル」（"Zwei Flaschen"）と題する7点のエッチング（カラー作品6点、モノクロ作品1点）にタイトルページの作品1点を収めたオリジナル銅版画集「静物」（"Nature Morte"）をベルリンの Propyläen Verlag、パリの Galerie Berggruen、ローマの Patheon Presse より共同出版。
- 1975年 ヴォルプスヴェーデに一軒家を購入、'76年にかけて自らリフォームを手がける。 ニューヨークの Fitch-Febvrel Gallery より出版された5人のアーティスト（Maurilio Minuzzi, Friedrich Meckseper, 浜口陽三, Yves Doaré, Eric Desmazières）による競作版画集「銅の記憶」（"Reconnaissance du Cuivre"）に3版4色のエッチング「螺旋状のバネのある静物」（"Stilleben mit Feder"）を提供。
- 1977年 この年と翌’78年、ヴッパータール大学に招かれ講義。またこの年より'79年まで、ザルツブルクのインターナショナル・サマー・アカデミーでエッチングのクラスを指導。
- 1978年 この年を皮切りに、'79年、'80年、'82年、'86年の五度にわたり気球に乗ってアルプスを越える。 モノグラフ「メクセペル - 油彩画とエッチング」（"Meckseper, Ölbilder und Radierungen"）をミュンヘンの Piper Verlag と 同 Galerie Hartmann より出版。 コラージュとモンタージュによる作品を集めた作品集「ホモ ルーデンス」（"Homo Ludens - vollständiges Verzeichnis der Collagen und Montagen 1959-1978"）を クレーフェルトの Galerie Peerlings より出版。ザルツブルクのインターナショナル・サマー・アカデミーでエッチングのクラスを担任。
- 1979年 前年に続き、ザルツブルクのインターナショナル・サマー・アカデミーでエッチングのクラスを担任。
- 1980年 「土」（"Erde"）「水」（"Wasser"）「火」（"Feuer"）「気」（"Luft"）と題する4点のカラーエッチングを収めたオリジナル銅版画集「四つのエレメント」（"Vier Elemente"）を ジュネーヴ（スイス）の Partrick Cramer より出版。 東京都美術館の「世界の現代版画25年展 1955-1980」にエッチング「四つの球体」（"Vier Kugeln" 1968）を出品。
- 1981年 使用済みの6枚の版から制作した6点のエッチングを収めたオリジナル銅版画集「後戻り」（"Die Rückseite"）を自費出版、テキスト「後戻り、または芸術の行き着く処」（"Die Rückseite oder wo die Kunst am Ende ist"）を執筆。
- 1982年 フレドリクスタ（ノルウェー）で開催されたノルウェー国際版画ビエンナーレ展で6等を受賞。 モノグラフ「フリードリヒ・メクセペル」（"Friedrich Meckseper"）をブラウンシュヴァイクの Georg Westerman より出版。
- 1983年 「物理学」（"Physik"）「化学」（"Chemie"）「医学」（"Medizin"）「文学」（"Literatur"）「平和」（"Frieden"）「経済学」（"Ökonomie"）と題する5点のカラー作品を収めたオリジナル銅版画集「ノーベル賞」（"The Nobel Prizes"）をマルメ（スウェーデン）の Galerie Börjeson より出版。 ドイツ文学、メディアの研究家 Jochen Hörisch の著書「消費の理論および理論の消費」（"Die Theorie der Verausgabung und die Verausgabung der Theorie"）のために2版2色のエッチング「迷路」（"Labyrinth"）を制作。
- 1984年 コラージュとモンタージュによる作品を集めた作品集「ホモ ルーデンス 第2集」（"Homo Ludens, Band II - vollständiges Verzeichnis der Collagen und Montagen 1979-1984"）を クレーフェルトの Galerie Peerlings より出版。 ヴォルプスヴェーデからベルリンに移り住む。
- 1986年 ブレーメンのVerlag Bettina Wassmann より出版されたジュール・ミシュレの「オイディプス」（"Ödipus"）のために亜鉛板2版モノクロのエッチング『オイディプス』（"Ödipus"）を制作。
- 1987年 ザルツブルクのインターナショナル・サマー・アカデミーでエッチングのクラスを担任。この年より'90年まで、D.E.ザットラー編集のブレーメン聖書（全22巻）豪華版のためのエッチング「ヘブライ語のアルファベット」（"Hebräisches Alphabeth" 1987-1990）全22点を制作、ブレーメンの Neue Bremer Presse より出版。 ニーダーザクセン州、ボンツェラーハンマーの Carl und Eva Grosshaus により出版された「壁」（"Die Wand"）の特装版に、他の4人のアーティスト（Uwe Bremer, Klaus Fussmann, Wolfgang Troschke, Reinhard Zado ）とともに2版2色のエッチング「日時計」（"Sonnenuhr"）を提供。
- 1988年 この年と翌'89年、バイエルン州、イールゼーで催されたシュヴァーベン夏の芸術祭でエッチングのクラスを指導。
- 1989年 コラージュとオブジェの作品を集めた作品集「ホモ ルーデンス 第3集」（"Homo Ludens, Band III - Collagen und Objekte 1987-1989"）を クレーフェルトの Galerie Peerlings より出版。
- 1990年 第1回高知国際版画トリエンナーレ展にエッチング「講堂」（"Auditorium" 1987）を出品、準大賞を受賞。 ニーダーザクセン州、ゲッティンゲンの州立大学図書館エントランスのための作品の制作依頼を受け、7点のガラスパネルからなる「ゲッティンゲンのアルファベット」（"Göttinger Alphabet" 1990-1993 ）の構想に着手。 エッチングのカタログレゾネ「フリードリヒ・メクセペル - エッチング 1956-1990』 （"Fridrich Meckseper - Radierungen 1956-1990"） をジュネーヴの Patrick Cramer より出版。
- 1992年 京都精華大学に招かれ芸術学部の版画コースで講義。
- 1993年 ゲッティンゲンのニーダーザクセン州立大学図書館エントランスのための作品「ゲッティンゲンのアルファベット」が完成、縦1.8m x 横1.5m、厚さ12mmの板ガラス2枚を組合わせたパネル7点に、それぞれ「O,Z」「N,H,L」「U,T,A」「S,C,I,」「D,X」「G,R,P」「K,E」のアルファベットが重畳的に刻まれた大作が展示される。 トゥールーズ（フランス）での国際グラフィック・アート展を後援、同市よりゴールドメダルを授与される。 第2回高知国際版画トリエンナーレ展にエッチング「19冊の本」（"Neunzehn Bücher" 1991）を出品、佳作賞を受賞。
- 1994年 エッチングのカタログレゾネ'90年版の補遺として「フリードリヒ・メクセペル - エッチング 1991-1994」（"Fridrich Meckseper - Radierungen 1991-1994"）をジュネーヴの Patrick Cramer より出版。
- 1995年 2000年春にハンブルクの Galerie Brockstedt で開催する展覧会ための作品制作を開始。
- 2000年 この年より2011年にかけて、新作展をドイツ、アメリカ、日本などで開催。
- 2019年 死去（享年82歳）[1]

## 展覧会歴（個展）
- 1960年 オルデンブルクの城博物館 （Oldenburg, Schlossmuseum）
- 1961年 Galerie Die Insel（ヴォルプスヴェーデ） / ベーチェシュトラッセ（Böttcherstrasse - 煉瓦造りの建物群で知られるブレーメンの観光スポット）
- 1962年 Galerie Gerd Rosen（ベルリン） / Galerie Seder（パリ、フランス）
- 1963年 Lords & Molton Gallery （ロンドン、イギリス）
- 1964年 Galerie Niepel（デュッセルドルフ ）
- 1965年 ブラウンシュヴァイクの芸術協会（Braunschweig, Kunstverein） / オルデンブルクの城博物館（Oldenburg, Schlossmuseum）
- 1966年 Galerie Brockstedt（ハンブルク） / Galerie Die Insel（ヴォルプスヴェーデ） / ザルツギッターの芸術協会（Salzgitter, Kunstverein）
- 1967年 ハーメルンのアートサークル（Hameln, Kunstkreis） / Galerie Rothe（ハイデルベルク） / ゲッティンゲン大学（Göttingen, Center） / Galerie Niedlich（シュトゥットガルト） / Galerie Thomas（ミュンヘン） / Galerie Gerda Bassenge（ベルリン ）
- 1968年 Tolarno Galleries（メルボルン、オーストラリア） / カール・エルンスト・オストハウス美術館（Karl Ernst Osthaus Museum - ハーゲン） / Galerie Niepel（デュッセルドルフ）
- 1969年 Galeria della Steccata（パルマ、イタリア） / Galerie Die Inse（シュタンベルク） / Galerie Schmücking（ブラウンシュヴァイク） / Galerie d（プラハ、チェコ） / Galerie Hauswedell（バーデン＝バーデン） / ボン市立美術館（Bonn, Städtische Kunstsammlungen） / ケストナー社アート・ギャラリー（Kestner-Gesellschaft）（ハノーファー） /  Galerie Niedlich（シュトゥットガルト ）
- 1970年 Galerie Schmücking（ブラウンシュヴァイク） / オーヴァーベック社（Overbeck Gesellschaft -リューベック） / Galerie Brockstedt（ハンブルク） / Graphisches Kabinett Karl Vonderbank（フランクフルト） / Laing Art Gallery（ニューカッスル、イギリス）
- 1971年 マンハイムの芸術協会（Mannheim, Kunstverein） / Galerie Schmücking（ブラウンシュバイク） / Galerie Krauthammer（チューリヒ ） / Jalmar Gallery（アムステルダム、オランダ） / Galerie Niedlich （シュトゥットガルト）
- 1972年 Mailand, studio d'arte grafica（ミラノ、イタリア） / 東京画廊（東京） / ラインラントとヴェストファーレンの州立芸術協会（Kunstverein für die Rheinlande und Westfalen - デュッセルドルフ） / Graphik Salon Gerhart Söhn（デュッセルドルフ） / Gallery of Graphic Arts（ニューヨーク、アメリカ）
- 1973年 パリのドイツ文化センター（Paris, Goethe Institut - パリ、フランス） / Galerie Gérald Cramer（ジュネーヴ、スイス） / Galerie Schmücking（ドルトムント） / Galerie Steinmetz（ボン）
- 1974年 オスナブリュック文化史博物館（Osnabrück, Kulturgeschichtliches Museum） / ニュルンベルクのドイツ国立博物館 -アルブレヒト・デューラー研究所（Germanisches Nationalmuseum -Albrecht Dürer Gesellschaft） / Galerie Niedlich（シュトゥットガルト） / Galerie Die Insel（ヴォルプスヴェーデ） / Galerie-t（アムステルダム、オランダ）
- 1975年 Galerie Maercklin（シュトゥットガルト） / ケルンのオランジュリー（Köln, Orangerie） / Galerie Steinrötter（ミュンスター） / Scott Elliott Gallery（ニューヨーク、アメリカ） / Toninelli Arte Moderna（ローマ、イタリア） / Fischer Fine Art Ltd.（ロンドン、イギリス） / Galerie Schmücking（ブラウンシュヴァイク）
- 1976年 Fischer Fine Art, London（シュトゥットガルト） / Galerie Niedlich（シュトゥットガルト） / The Gallery of Sarasota（サラソタ、フロリダ州、アメリカ） / Galerie Patrick Cramer（ジュネーヴ、スイス） / ハイデルベルク芸術協会（Heidelberger Kunstverein） / Graphisches Kabinett Karl Vonderbank（フランクフルト） / Galerie Schmücking（アルクスム） / Gimpel & Weitzenhoffer（ニューヨーク、アメリカ） / ブレーメン美術館
- 1977年 ボイマンス･ファン･ベーニンゲン美術館（Museum Boymans-van Beuningen - ロッテルダム、オランダ） / Galerie-t（アムステルダム、オランダ） / Galerie Patrick Cramer（バーゼルのアートフェア、スイス） / ツヴァークガルテンの展示館（ Ausstellungspavillon Zwerglgarten - ザルツブルク、オーストリア） / ホルバインハウス芸術協会（Kunstverein im Holbein-Haus - アウクスブルク / Galerie im Hellhof（クロンバーグ） / Galerie Kley（ハム / Galerie Laves（ヴォルプスヴェーデ / Galerie des éditions de l'Ermitage（パリ、フランス）
- 1978年 Galerie und Edition A（ミュンヘン / Pfalzgalerie（カイザースラウテルン / Fitch-Febvrel Gallery（ニューヨーク、アメリカ） / Galerie Die Insel（シュタウフェン） / Galerie Peerlings（クレーフェルト） / アート・ギャラリー・ユミ（Art Gallery Yumi - 東京） / Summa Gallery（ニューヨーク、アメリカ）
- 1979年 Galerie Welz（ザルツブルク） / Galerie Kröger（キルヒハイム） / ダルムシュタット美術館（Kunsthalle Darmstadt） / Galerie Brockstedt（ハンブルク）
- 1980年 Galerie K.G. Schäfer（ギーセン） / リッピ芸術協会（Lippische Gesellschaft für Kunst - デトモルト、ドイツ） / ハネブルクの成人教育学校（Volkshochschule in der Haneburg - レーア） / Worthington Gallery（シカゴ、アメリカ） / Galerie Patrick Cramer（ジュネーヴ、スイス）
- 1981年 ギャラリープチ・フォルム（大阪） / マーテブルクの芸術協会（Marburg, Kunstverein） / Galerie Steinrötter（ミュンスター）
- 1982年 Galerie Dorothea van der Koelen（マインツ） / ハーメルンのアートサークル（Hameln, Kunstkreis）） / Galerie Wendelin Niedlich（シュトゥットガルト） / ヴォルプスヴェーデ美術館（Worpswede, Kunsthalle） / Fitch-Febvrel Gallery（ニューヨーク、アメリカ）
- 1983年 Galerie Schmücking（バーゼル、スイス） / Galerie Schnake（ミュンスター） / Galerie K.G. Schäfer（ギーセン）
- 1984年 Galerie Peerlings（クレーフェルト） / ウルムの芸術協会（Ulm, Kunstverein） / ホルンモルトハウス・ビーティッヒハイム=ビッシンゲン市立美術館（Bietigheim-Bissingen, Hornmoldhaus） / Galerie im Hofmeierhaus（ブレーメン） / ギャラリープチ・フォルム（大阪）
- 1985年 Galleria Stamparte（ボローニャ、イタリア） / クニシュテター教会（Kniestedter Kirche - ザルツギッター、ドイツ） / ユーリッヒの芸術協会（Jülich, Kunstverein）
- 1986年 Galerie Patrick Cramer（ジュネーヴ、スイス） / artconnection（バーゼル、スイス）
- 1987年 Galerie 2000（ベルリン） / Galerie im Traklhaus（ザルツブルク）
- 1988年 Grahame galleries+editions（ブリスベン、オーストラリア） / Galerie Steinrötter（ミュンスター）
- 1989年 Galerie Cohrs-Zirus（ヴォルプスヴェーデ） / Galerie Peerlings（クレーフェルト） / 画廊シェーネ（Galerie Shöne - 東京）
- 1990年 Galerie Patrick Cramer（ジュネーヴ、スイス） / Galerie K.G.Schäfer（ギーセン） / Fitch-Febvrel Gallery（ニューヨーク、アメリカ）
- 1991年 ブラウンシュヴァイク市立美術館、グロスハウス コレクション（Braunschweig, Städtisches Museum, "Meckseper aus der Sammlung Grosshaus" - ブラウンシュヴァイク / Galerie an der Mühle（ブクステフーデ） / メッペンのアートサークル（Meppen, Kunstkreis） / ベルギッシュランドの芸術協会（Kunstverein Bergisches Land - ウィッパーヒュルト） / Literart Galerie（ジュネーヴ、スイス）
- 1992年 京都ドイツ文化センター（Kyoto, Goethe Institut - 京都） / タウバービショフスハイムの芸術協会（Tauberbischofsheim, Kunstverein） / Galerie Bernhard Steinmetz（ボン） / Galerie im Hofmeierhaus（ブレーメン）
- 1993年 ギャラリー・アートグラフ（Artgraph Gallery - 名古屋） / エルムスホルンの芸術協会（Elmshorn, Kunstverein） / Galerie Steinrötter（ミュンスター）
- 1994年 Galerie Peerlings（クレーフェルト） / ギャラリー・アートグラフ（Artgraph Gallery - 名古屋） / Gallery Bern Art（大阪） / Edith Caldwell Gallery（サンフランシスコ、アメリカ）
- 1995年 London, Goethe Institut（ロンドン・ドイツ文化センター、ロンドン、イギリス） / オルデンブルク市立美術館（Oldenburg, Kulturspeicher） / Galerie Schmücking（ブラウンシュヴァイク） / ギャラリー・アートグラフ（Artgraph Gallery - 名古屋） / Galerie Patrick Cramer（ジュネーヴ、スイス）
- 1996年 Galerie im Hofmeierhaus（ブレーメン） / Galerie Herrmann（ニーダーホーフェン） / Galerie Brandstädter（ヘーニンゲン） / Gallery Bern Art（大阪） / ギャラリー・アートグラフ（Artgraph Gallery - 名古屋） / 下総屋画廊（Gallery Shimofusaya - 千葉）
- 1999年 Fitch-Febvrel Gallery（ニューヨーク、アメリカ） / Galerie Aquaforte（ベルリン） / Akita, Japan, Institute Of Contemporary Printing（秋田）
- 2000年 Galerie Brockstedt（ハンブルク） / ギャラリー・アートグラフ（Artgraph Gallery - 名古屋） / 福岡市美術館（Fukuoka Art Museum - 福岡）
- 2001年 ヴォーレン財団近代美術館（Museum Moderne Kunst,Stiftung Wörlen - パッサウ） / ギャラリー白川（Gallery Shirakawa - 京都）
- 2002年 Galerie Patrick Cramer（ジュネーヴ、スイス） / アテンドルンの市民ギャラリー - 芸術文化振興会（Attendorn, Rathausgalerie, Verein zur Förderung von Kunst und Kultur e. V.）
- 2003年 Galerie Schmücking（ブラウンシュヴァイク） / メルンの旧市庁舎博物館（Mölln, Museum Historisches Rathaus）
- 2004年 Galerie Cohrs - Zirus（ヴォルプスヴェーデ） / Galerie Mönch（ブレーメン）
- 2005年 Köln, Galerie Orangerie-Reinz（ケルン）
- 2006年 ゴッツドルフ城 、 グロスハウス・コレクション（Schloss Gottdorf, Sammlung Grosshaus - シュレースヴィヒ） / ヴォルプスヴェーデ美術館（Worpsweder Kunsthalle Friedrich Netzel） / シュレースヴィヒ=ホルシュタイン州立博物館（Schleswig, Schleswig-Holsteinisches Landesmuseum - シュレースヴィヒ） / ギャラリー・アートグラフ（Artgraph Gallery - 名古屋）
- 2007年 ハレのアートクラブ（Halle, Hallescher Kunstverein e. V.） / Galerie Steinrötter（ミュンスター）
- 2008年 Galerie Steinrötter（ミュンスター）
- 2009年 Artgraph Gallery（名古屋）
- 2010年 Galerie Puri（カッセル） / Galerie Steinrötter（ミュンスター） / Galerie der Kreissparkasse Nürtingen（ヌーティンゲン）

## 展覧会歴（企画展・グループ展）
- 1958年 Galerie Die Insel（ヴォルプスヴェーデ） / ハノーファーの芸術協会「秋の美術展」（Hannover, Kunstverein "Herbstausstellung"）
- 1960年 ハノーファーの芸術協会「秋の美術展」（Hannover, Kunstverein "Herbstausstellung"）
- 1961年 バーデン=バーデン市立美術館、バーデン=バーデンの若き芸術家の友協会（Kunsthalle Baden-Baden, Gesellschaft der Freunde junger Kunst） / ガリエーラ美術館「現代版画の新鋭展」（Musée Galliera "La Jeune Gravure Contemporaine" - パリ、フランス）
- 1962年 シュトゥットガルトの芸術協会「青年美術家賞」（Stuttgart, Kunstverein "Kunstpreis der Jugend"） / ブレーメン市立美術館「新しいフォーラム展」（Bremen, Kunsthalle, "Neues Forum"） / ザルツブルク「ブレーメンのアーティスト展」（Salzburg, "Bremer Künstler"）
- 1963年 バーデン=バーデン市立美術館 - バーデン=バーデンの若き芸術家の友協会（Baden-Baden, Kunsthalle, Gesellschaft der Freunde junger Kunst）
- 1965年 バーデン=バーデン市立美術館、バーデン=バーデンの若き芸術家の友協会（Baden-Baden, Kunsthalle, Gesellschaft der Freunde junger Kunst） / ブレーメン市立美術館「新しいフォーラム展」（Bremen, Kunsthalle, "Neues Forum"） / ミュンヘン「大美術展」（München, "Grosse Kunstausstellung"） / クラウスタール=ツェラーフェルト「ロッシンクと教え子たち」（Clausthal-Zellerfeld "Rössing und seine Schüler"） / モルスブロイッヒ城「メタモルフォーゼ展」（Leverkusen, Schloss Morsbroich "Metamorphosen"（レバークーゼン） / 巡回展「芸術万歳展」（"Ars Viva" - フルダ、ニュルンベルク、アウクスブルク、レバークーゼン、オルデンブルク）
- 1966年 ベルリンのアート・アカデミー「新世代展」（Berlin, Akademie der Künste "Junge Generation"） / ミュンヘン「大美術展」（München, "Grosse Kunstausstellung" ） / 巡回展「ラビリンス展」（Berlin; Baden-Baden; Nürnberg "Labyrinthe" - ベルリン、バーデン=バーデン、ニュルンベルク） / パリ「サロン・ド・メ」（Paris, "Salon de Mai"）
- 1967年 巡回展「ドイツ連邦共和国の美術展」（Prag; Brünn; Pressburg "Kunst der Bundesrepublik" - プラハ、ブルノ、以上チェコ、ブラチスラヴァ、以上スロバキア） / ミュンヘン「大美術展」（München "Grosse Kunstausstellung"） / ブレーメン美術館「ブレーメンのアーティスト展」（Kunsthalle Bremerhaven "Bremer Künstler"） / ホーフム「青年美術家賞展」（Bochum; Mannheim "Kunstpreis der Jugend"） / グレンヘン「国際グラフィック展」（Grenchen "Internationale Grafik"） / フレドリクスター「国際グラフィックアート展」（Fredrikstad "Internationale Grafik"） / ヴォルフスブルク「新しい街と新しいアートの出会い展」Wolfsburg "Junge Stadt sieht junge Kunst"） / ニュルンベルクの城跡「幻想美術展」Nürnberg, Schloss Stein " Ars phantastica"） /  Galerie Brockstedt「Galerie Brockstedt の10年展」（"10 Jahre Galerie Brockstedt" - ハンブルク）
- 1968年 ハノーファーの芸術協会「ドイツの幻想美術展」（Hannover, Kunstverein "Phantastische Kunst in Deutschland"） / プラット・センター「ドイツの現代版画家展」（Pratt Center "Contemporary German Printmakers" - ニューヨーク、アメリカ） / ウィーン分離派会館「国際グラフィックアート展」（Wien, Secession "Graphik International - "ウィーン、オーストリア） / 「第1回イギリス国際版画ビエンナーレ展」（Bradford "1st British International Print Biennale" - ブラッドフォード、イギリス）
- 1969年 レックリングハウゼン美術館「西部青年美術家賞展」（Recklinghausen Kunsthalle "Kunstpreis junger Westen" / バーデン=バーデン市立美術館、バーデン=バーデンの若き芸術家の友協会（Kunsthalle Baden-Baden, Gesellschaft der Freunde junger Kunst） / ハンブルクの芸術協会「シュルレアリスムの絵画展」（Hamburg, Kunstverein "Malerei des Surrealismus" - ハンブルク） / ハノーファーの芸術協会「ドイツ美術家連合展」（Hannover, Kunstverein "Deutscher Künstlerbund"）
- 1970年 ミュンヘン市立美術館グラフィックアート・コレクション「芸術家の工房より展」（München, Staatliche Graphische Sammlung "Aus der Werkstatt des Künstlers"） / 「第2回イギリス国際版画ビエンナーレ展」（Bradford, "2nd British International Print Biennale" - ブラッドフォード、イギリス） / 「第7回東京国際版画ビエンナーレ展」（東京）
- 1971年 ミュンヘン「大美術展」（München "Grosse Kunstausstellung"）
- 1972年 クラクフ「国際グラフィック・ビエンナーレ展」（Krakau "Internationale Grafik-Biennale" - クラクフ、ポーランド） / 「第3回イギリス国際版画ビエンナーレ展」（Bradford, "3rd British International Print Biennale" - ブラッドフォード、イギリス）
- 1973年 巡回展「ドイツ美術の動向展」（"Deutsche Tendenzen" - Galerie Dierks, Arhus - オルボア、エスビヤー、オーフス、ゲントフテ、いずれもデンマーク） / ハイデルベルクの芸術協会、ベルリン・シェーネベルク区芸術局「銅版画 - エングレーヴィングとエッチング展」（Heidelberg, Kunstverein; Berlin, Kunstamt Schöneberg "Kupferstich und Radierung"）
- 1974年 エーフリンゲン福音派教会の美術展（Öflingen, Kunstausstellung in der Evangelischen Kirche） / 「第4回イギリス国際版画ビエンナーレ展」（Bradford, "4th British International Print Biennale" - ブラッドフォード、イギリス） / ミュンヘンの銅版画協会「二十世紀ドイツ版画に見る風景展」（München, Verein für Originalradierung "Die Landschaft in der deutschen Graphik des 20. Jahrhunderts"） / カフカ芸術劇場書店「カフカ没後50周年展」（Bonn, Bücherstube am Theater " Kunst zu Kafka, Ausstellung zum 50. Todestag" - ボン） / バイロイト市庁舎「音楽と踊り展」- Galerie Orangerie（Bayreuth, Rathaus, "Die Musik und der Tanz" - ケルン） / Galerie Schmücking 「カスパー・ダヴィッド・フリードリヒへのオマージュ」（"Hommage à Caspar David Friedrich" - ブラウンシュヴァイク） / 「二十世紀ドイツ版画展」（The New School Art Center "Twentieth Century German Graphics" - ニューヨーク、アメリカ）
- 1975年 ヴォルフ・ダンドルフ社「現代静物画 - ブラックからメクセペルまで展」- Fischer Fine Art Ltd. London（Stuttgart, Wolf Donndorf GmbH" Modernes Stilleben von Braque zu Meckseper " - シュトゥットガルト） / 「Galerie Die Insel の7年展」（Starnberg, Galerie Die Insel "7 Jahre Galerie Die Insel "シュタルンベルク） / ロストック美術館「第6回バルト諸国ビエンナーレ」（Rostock, Kunsthalle Rostock " 6. Biennale der Ostseestaaten" - ロストック）/ 12月1日〜12月13日 東京画廊「Juan Genoves, Friedrich Meckseper and Roman Opalka Print Works（ホアン ヘノベス、フリードリッヒ メクセペル、ロマン オパルカ）」
- 1976年 「第2回ヨーロッパ版画ビエンナーレ展」（Mulhouse, Deuxième Biennale Européenne de la Gravure - ミュルーズ） / オーヴァーベック社「第8回現代国際版画」（Lübeck, "Moderne Internationale Grafik VIII", Overbeck Gesellschaft - リューベック） / ニュルンベルク美術館「版画小品展」（Kunsthalle Nürnberg " Grafische Miniaturen "） / ブレーメン美術館（Kunsthalle Bremen）
- 1977年 「第2回形象展」（Leipzig, figura 2 - ライプツィヒ） / ヴェール=エーフリンゲン福音派教会の美術展（Wehr-Öflingen, Kunstausstellung in der evangelischen Kirche） / シュトゥットガルト州立アート・アカデミー「カール・ロシンク生誕80周年展」（Stuttgart, Karl Rössing zum 80. Geburtstag, Staatliche Akademie der Bildenden Künste）
- 1980年 Galerie Steinrötter「静物画展」（Münster " Stilleben ", Galerie Steinrötter - ミュンスター） / ハノーファーから飛翔へ展」（Hannover " Von der Sehnsucht zu fliegen ", Vereins- und Westbank） / ヴェール=エーフリンゲン福音派教会の美術展（Wehr-Öflingen, Kunstausstellung in der evangelischen Kirche） / 「Galerie Niedlich の20年」（Stuttgart, "20 Jahre Galerie Niedlich" - シュトゥットガルト）
- 1981年 Saalbau Galerie「エッチング展」（Darmstadt, Saalbau Galerie " Der Radiertisch " - ダルムシュタット） / 東京都美術館「世界の現代版画25年展 1955-1980」（東京）
- 1982年 ダルムシュタット美術館「ドイツ・エッチングの現在展」（Kunsthalle Darmstadt "Deutsche Radierer der Gegenwart"） / 「第9回国際色彩版画トリエンナーレ展」（Grenchen, 9. Internationale Triennale für farbige Grafik - グレンツェン、スイス」 / 「第6回ノルウェー国際版画ビエンナーレ展」Fredrikstad, 6. Norwegian International Print Biennale - フレドリクスタ、ノルウェー）
- 1983年 ダルムシュタット美術館「身体と顔展」（Kunsthalle Darmstadt "Körper und Gesichter"）
- 1984年 「第7回ノルウェー国際版画ビエンナーレ展」（Fredrikstad, 7.Norwegian International Print Biennale） / ブラウンシュヴァイクの州立美術館「Bon à tirer - 見本刷り展」、Braunschweig, Städtisches Museum "Bon à tirer"） / アルヴァ・アールト美術館「グラフィカ・クレアティヴァ 1984展」（Jyväskylä, Alvar Aalto Museum, "Graphica Creativa 1984" - ユヴァスキュラ、フィンランド）
- 1985年 「第10回国際オリジナル・グラフィックアート・トリエンナーレ展」（Grenchen, 10. Internationale Triennale für Originalgrafik - グレンツェン、スイス） / 「バーデン=バーデン「第4回ヨーロッパ・グラフィックアート・ビエンナーレ展」（Baden-Baden, 4. Biennale der Europäischen Grafik） / ピーラシー現代美術学院「タイ-日本-ドイツ共同展」（Bangkok, Bhirasri Institut of Modern Art , Thai-Japanese-German Joint Exhibition - バンコク、タイ）
- 1986年 「トライアングル 1986 カワサキ、タイ-西ドイツ-日本共同美術展」（東京）
- 1988年 ハーメルンのアートサークル（Hameln, Kunstkreis）
- 1989年 グルノーブル公立図書館「ヨーロッパ版画展」（Grenoble, Bibliothèque Municipale, "L'Europe des Graveurs" - グルノーブル、フランス / ロイエル・アルベール一世図書館「海外現代版画展」（Bruxelles, Bibliothèque Royale Albert I., "Gravures Etrangères Contemporaines" - ブリュッセル、ベルギー）
- 1990年 「第1回高知国際版画トリエンナーレ展」（高知）
- 1991年 ヴォルプスヴェーデ市立美術館（Kunsthalle Worpswede）
- 1992年 ボーフム美術館「地上の迷宮と魂の楽園 - ヨハン・アモス・コメニウス 1592-1670展」（Bochum, Museum Bochum, "Labyrinth der Welt und Lusthaus des Herzens - Johann Amos Comenius2, 1592-1670"）
- 1993年 「第2回高知国際版画トリエンナーレ展」（高知）
- 1994年 「インターグラフィア '94展」（Katowice, Intergrafia '94 - カトヴィツェ、ポーランド）
- 1996年 アルピルスバッハ「ロシンクと教え子たち展」（Alpirsbach, "Rössing und seine Schüler"）
- 1997年 プファルキルヒェン「ロシンクと教え子たち展」（Pfarrkirchen, "Rössing und seine Schüler"）
- 1998年 巡回展「銅版画の三人の巨匠、Friedrich Meckseper、Malte Sartorius、Wolfgang Werkmeister展」- Göttingen, Apex Galerie -（"Drei Meister der Radierung, Meckseper, Sartorius, Werkmeister, Wanderausstellung" - ハーメルンのアートサークル、オルデンブルク州立美術館、リヒテンベルクの城博物館、ベルリンのウィリーブラントハウス）
- 2002年 ミラノ「アマチュア版画・レオナルド・シャーシャ賞展」（Mailand, "Leonardo Sciascia Prize Amateur d'Estampes" - ミラノ、イタリア）
- 2004年 アポルダ前衛美術館「沈黙の芸術展」（Apolda, Kunsthaus Apolda Avantgarde, "Kunst der Stille" - アポルダ） / シュレースヴィヒ=ホルシュタイン州立美術館（Schleswig, Schleswig-Holsteinisches Landesmuseum） / ゴットドルフ城「モダンの八つのポジション - グロスハウス・コレクション展」（Schloss Gottdorf, "Acht Positionen der Moderne", Sammlung Grosshaus - ゴットドルフ）
- 2005年 Galerie Hagen「Grützke, Meckseper, Satorius, Schwarz, Tripp 展」（Offenburg, Galerie Hagen, "Grützke, Meckseper, Sartorius, Schwarz, Tripp" - オッフェンブルク） / ユリウスタワー要塞「ファンタスティックワールド展」（Berlin Spandau, Zitadelle am Juliusturm, "Fantastische Welten" - シュパンダウ区、ベルリン、ドイツ） / Fitch - Febvrel Gallery「30年のハイライト展」（New York, Fitch - Febvrel Gallery, "Highlights of three Decades" - ニューヨーク、アメリカ） / 3月4日〜3月29日「ドイツ、オーストリアの巨匠4人展 - フンデルトヴァッサー、コーラップ、ヴンダーリッヒ、メクセペル」（京都・アートゾーン神楽岡）
- 2006年 シュトゥットガルト文学館「Friedrich Meckseper und Sibylle Lewitscharoff 展」（Stuttgart, Literaturhaus, "Friedrich Meckseper und Sibylle Lewitscharoff"） / Galerie K. 「G. Schäfer, Victor Vasarely meets Friedrich Meckseper 展」（"G. Schäfer, Victor Vasarely meets Friedrich Meckseper" - ギーセン）
- 2008年 Galerie Brockstedt「周年記念ギャラリー・アーティスト展」（ "Jubiläumsausstellung Künstler der Galerie" - ハンブルク）
- 2009年 Galerie Mönch「静物画展」（Bremen, Galerie Mönch, "Stilleben" - ブレーメン） / （オルデンブルクの城博物館 -芸術と文化史のための博物館「100年-100作品展」（Oldenburg, Landesmuseum für Kunst und Kulturgeschichte, "100 Jahre - 100 Bilder" - オルデンブルク）
- 2010年 Levy Galerie「ジャコメッティの耳展」（Hamburg, Levy Galerie, "Das Ohr des Giacometti" - ハンブルク）

## 作品集（書名 / 出版元）
- 1969年 Friedrich Meckseper, Radierungen 1956-1969、Galerie Schmücking、クレーフェルト（'75年と'80年に補遺）
- 1978年 Homo Ludens, Band I / Galerie Peerlings、クレーフェルト
- 1984年 Homo Ludens, Band II / Galerie Peerlings、クレーフェルト
- 1989年 Homo Ludens, Band III / Galerie Peerlings、クレーフェルト
- 1990年 Friedrich Meckseper, Radierungen 1956-1990 / Patrick Cramer、ジュネーブ、スイス
- 1995年 Friedrich Meckseper, Radierungen 1990-1994 / Patrick Cramer、ジュネーブ、スイス
- 2011年 Friedrich Meckseper, Radierungen 1990-2011 / Patrick Cramer、ジュネーブ、スイス（刊行予定）